# مملكة السويبيين
مملكة السويبيون (باللاتينية: Regnum Suevorum) وتسمى أيضًا مملكة غاليسيا (باللاتينية: Regnum Gallæciae) مملكة جرمانية ما بعد روما، ومن أوائل الدول المنفصلة عن الإمبراطورية الرومانية الغربية. كان مقر المملكة الإقليمين الرومانيين السابقين غالايسيا وشمال لوسيتانيا، أسسها بحكم الأمر الواقع السويبيون حوالي عام 410 وفي القرن السادس أصبحت رسميًا مملكة غاليسيا المعترف بها. احتفظت باستقلالها حتى 585، عندما غزاها القوط الغربيون وتحولت إلى إقليم سادس داخل مملكة القوط الغربيين.